# 알리다 발리
알리다 발리(Alida Valli, 1921년 5월 31일 ~ 2006년 4월 22일)는 이탈리아의 배우, 가수이다.

## 출연 작품
- 천사의 살인 (2002)
- 페이탈 프레임 (1996)
- 유혹녀 (1990)
- 인페르노 (1980)
- 루나 (1979)
- 베를링게르 아이 러브 유 (1977)
- 서스페리아 1977 (1977)
- 카산드라 크로싱 (1977)
- 1900년 (1976)
- 안티크라이스트(영어판) (1974)
- 사탄과 춘희 (1974)
- 이탈리아의 일기 (1973)
- 리사와 악마 (1973)
- 인디안 섬머 (1972)
- 거미의 계략 (1970)
- 에디푸스 왕 (1967)
- 페이퍼 맨 (1963)
- 지골로 (1960)
- 얼굴없는 눈 (1960)
- 푸른 대로 (1957)
- 위험한 사랑 (1957)
- 외침 (1957)
- 애증 (1954)
- 시아모 돈 (1953)
- 제3의 사나이 (1949)
- 패러딘 부인의 재판 (1947)
- 작은 봉건 사회 (1941)
- 마농(영어판) (1940)
- 일 페로체 사라디노 (1937)